# Кириченко Віктор Васильович
Ві́ктор Васи́льович Кириче́нко (*20 листопада 1946) — український вчений у галузі селекції рослин, доктор сільськогосподарських наук, професор, академік Української академії аграрних наук. Заслужений діяч науки і техніки України, лауреат Державної премії України в галузі науки і техніки.

## Біографія
Віктор Васильович народився 20 листопада 1946 року у с. Милаєвка Біловського району Курської області.
У 1965 році закінчив Кучеровський сільгосптехнікум.
З 1965 по 1968 роки служив у лавах Радянської армії.
З 1968 по 1973 роки навчався на агрономічному факультеті Харківського сільськогосподарського інституту імені В. В. Докучаєва.
З 1973 по 1976 роки навчався в аспірантурі Українського науково-дослідного Інституту рослинництва, селекції та генетики імені В. Я. Юр'єва ПВ ВАСГНІЛ.
У 1979 році захистив дисертацію на здобуття наукового ступеня кандидата біологічних наук.
У 1980 році за конкурсом був призначений на посаду старшого наукового співробітника лабораторії селекції соняшнику УкрНДІРСГ імені В. Я. Юр'єва.
З 1991 по 2000 роки очолював відділ селекції інституту та лабораторію селекції, генетики і насінництва соняшнику.
З 2000 року директор Інституту рослинництва ім. В. Я. Юр'єва УААН.
У 2002 році захистив докторську дисертацію на тему «Теоретичні основи гетерозису та його практичне використання у соняшника».
У 2003 році член-кореспондент УААН.
У 2004 році Віктор Васильовч отримав вчене звання професора.
З 2004 по 2008 роки член Експертної ради Вищої атестаційної комісії України.
З 2005 по 2018 роки за сумісництвом професор кафедри генетики, селекції та насінництва ХНАУ ім. В. В. Докучаєва.
З 2010 по 2016 роки завідувач кафедри генетики, селекції та насінництва ХНАУ ім. В. В. Докучаєва.
З 2015 року Віктор Васильович почав активну творчу діяльність: створив 85 картин та 146 поетичних творів, 6 з яких покладено на музику Харківського композитора Рубена Чілутяна. Твори автора укладено у збірки «Це рідний край — любов моя», «Щаслива мить» та «Радість життя».
З 2016 року працював на посаді професора кафедри агротехнологій та екології Харківського національного технічного університету сільського господарства імені Петра Василенка.
Секретар Харківського відділення УТГіС ім. М. І. Вавилова.
За його участю створено понад 80 гібридів соняшника. З них 35 включено до Реєстру сортів рослин України. Є співавтором виведення чотирьох сортів соняшнику.
З 2018 року за сумісництвом професор кафедри агротехнологій та екології Харківського національного технічного університету сільського господарства імені Петра Василенка.
З 2021 року за сумісництвом професор кафедри генетики, селекції та насінництва Державного біотехнологічного університету.

## Праці
Віктор Васильович автор понад 550 наукових праць, з них 12 монографій, 10 навчальних посібників, 20 методичних рекомендацій та каталогів, 5 книг та більше 100 патентів.
Автор фундаментальних і прикладних досліджень зі створення скоро- та ранньостиглих гібридів соняшнику з високою продуктивністю, олійністю, різним жирнокислотним складом олії, імунністю до облігатних патогенів і стійкістю до факультативних збудників хвороб.
Під його керівництвом захистилися 13 кандидатів та 2 доктори сільськогосподарських наук.

## Нагороди та відзнаки
- Орден «За заслуги» III стпеня (13 листопада 2001) — за визначні трудові досягнення, вагомий особистий внесок у розвиток агропромислового виробництва, високий професіоналізм і самовіддану працю[2]
- Заслужений діяч науки і техніки України (14 травня 2004) — за вагомі особисті заслуги в розвитку вітчизняної науки, створення національних наукових шкіл, зміцнення науково-технічного потенціалу України та з нагоди Дня науки[3]
- Нагорода «Кращий селекціонер року» (2005)
- Лауреат Премії ім. В. Я. Юр'єва НАН України (2006)
- Орден «За заслуги» II ст. (2 липня 2008) — за вагомий особистий внесок у розвиток аграрної науки, значні досягнення в галузі селекції та насінництва сільськогосподарських культур та з нагоди 100-річчя Інституту рослинництва імені В. Я. Юр'єва УААН[4]
- Державна премія України в галузі науки і техніки 2013 року — за розробку наукових основ і формування Банку генетичних ресурсів польових культур України (у складі колективу)[5]
- Людина року «Кращий аграрій року 2017» (2017)